# 요코야마 미츠테루
요코야마 미츠테루(일본어: 横山 光輝 요코하마 미쓰테루[*], 1934년 6월 18일 ~ 2004년 4월 15일)는 일본 효고현 고베시 출신의 만화가였다. 대표작은 《철인 28호》, 《이가의 가게마루》, 《요술공주 샐리》, 《바벨 2세》, 《삼국지》 등등. 긴 세월에 걸쳐 다양한 장르에서 활동하였으며, 테즈카 오사무, 이시노모리 쇼타로와 더불어 현대 일본 만화의 기초를 닦은 거장들 중 한 명으로 손꼽힌다.
말년까지 작품활동을 계속하였으나, 2004년 4월 15일 아침에 발생한 도쿄도 도시마구 지하야의 자택에서 (수년전에 다리 골절 후유증으로 인한 침연초 이용 습관 때문에) 침연초를 피우다 잘못 일어나고 말았던 화재로 인해 중상을 입었고, 그 이후로 당일 오후 10시에 니혼 대학 의학부 부속 이타바시 병원(日本大学医学部附属板橋病院)에서 사망했다.

## 주요 작품

### 로봇물
- 철인 28호 (1956~1966)
- 철의 삼손 (1962~1964)
- 선더 보이 (1962~1963)
- 녹색의 마왕 (1965~1966)
- 자이언트 로보 (1967~1968) - 동명 특촬 드라마의 원작. 연재 초기에는 오자와 사토루와 공동 집필.
- 무적 고리키 (1969)
- 산더 대왕 (1971~1972)
- 다이모스 (1973~1975)
- 마즈 (1976~1977)

### 닌자물
- 이가의 가게마루 (1961~1966)
- 인법십번승부 제10장 (1964) - 여러 작가들이 공동제작한 릴레이 만화.
- 가면의 닌자 아카카게 (1966~1967) - 연재 초기의 제목은 《히다의 아카카게》. 동명 특촬 드라마의 원작.
- 어둠의 도키 (1973~1974)
- 신(新) 가면의 닌자 아카카게 (1987~1988)

### SF
- 레드마스크 (1958~1959)
- 고로의 모험 (1959~1965)
- 소년 로켓 부대 (1960~1963)
- 우주선 레드샤크 (1965~1967)
- 지구 넘버 V7 (1968~1969)
- 바벨 2세 (1971~1973) - 2007년에 AK커뮤니케이션즈에서 한국어판 출간. (전 8권)
- 세컨드맨 (1974~1975)
- 마계의 무리들 (1976~1977)
- 시간의 행자(行者) (1976~1979)
- 우주선 마젤란 (1977)
- 그 이름은 101 (1977~1979) - 《바벨 2세》의 속편.

### 소녀만화

#### 드라마
- 시라유리 이야기 (1955)
- 시라유리 행진곡 (1955) - 《시라유리 이야기》의 잡지 연재용 리메이크.
- 말괄량이 천사 (1959)

#### 판타지
- 마법사 사리 (1966~1967) - 연재 초기의 제목은 《마법사 사니》.
- 코멧트상 (1967)
- 퀸 피닉스 (1975)

### 역사만화

#### 중국
- 수호전 (1967~1970) - 2010년에 AK커뮤니케이션즈에서 《만화 수호지》라는 제목으로 한국어판 출간. (번역: 이길진, 전 6권)
- 삼국지 (1971~1986) - 2009년에 AK커뮤니케이션즈에서 한국어판 출간. (번역: 이길진, 전 30권)[1]
- 항우와 유방 (1987~1992) - 연재 당시의 제목은 《젊은 사자들》. 2012년에 AK커뮤니케이션즈에서 《초한지》라는 제목으로 한국어판 출간. (전 12권)
- 위구르 무뢰 (1972~1973)
- 전국 사자전 (1972~1973) - 쓰지 마사키(辻真先) 원작.
- 장정 (1972~1973)
- 늑대의 성좌 (1975~1976)
- 사기 (1992~1997) - 2012년에 시공사에서 한국어판 출간. (번역: 서현아, 전 11권)
- 사기열전 (1998~1999)
- 은주 전설(殷周傳說) (1994~2001)

#### 일본
- 야마오카 소하치 원작
  - 도쿠가와 이에야스 (1982~1984) - 2006년에 AK커뮤니케이션즈에서 한국어판 출간. (번역: 이길진, 전 13권)
  - 오다 노부나가 (1985) - 2007년에 AK커뮤니케이션즈에서 한국어판 출간. (번역: 이길진, 전 6권)
  - 다테 마사무네 (1986~1987)
  - 도요토미 히데요시 (1989~1990) - 2006년에 AK커뮤니케이션즈에서 한국어판 출간. (번역: 이길진, 전 7권)
- 닛타 지로 원작
  - 다케다 신겐 (1987~1988)
  - 다케다 가쓰요리 (1988)

#### 몽골
- 칭기즈 칸 (1991~1992) - 2007년에 AK커뮤니케이션즈에서 한국어판 출간. (번역: 이길진, 전 5권)

### 기타

#### 탐정물
- 특종기자 베루코 양 (1962~1964)
- 오피스 7(세븐) (1964~1965)

#### 스파이물
- 코만도 J (1965~1966)

#### 학원물
- 망나니 덴도 (1974~1975)

## 참고 문헌
- 요네자와 요시히로(米澤嘉博), 《어린이 쇼와사 - 요코야마 미쓰테루 만화 대전(大全)》, 헤이본샤, 1998년.
- 《요코야마 미쓰테루의 모든 것》, 타쓰미슛판, 2005년.
- 《요코야마 미쓰테루 굿즈 콜렉션》, 고단샤, 2002년.
- 《요코야마 미쓰테루 프리미엄 매거진》 전 8권, 고단샤, 2008년~2009년.